# Испанска муха
 За филма вижте Испанска муха (филм).  
Испанската муха (Lytta vesicatoria) е вид бръмбар от семейство Meloinae. Съдържа в себе си отровния химикал кантаридин, който се използва в медицината за премахване на брадавици, също така и като силен афродизиак.

## Разпространение
Испанската муха е предимно разпространена в Южна Европа и на изток до Централна Азия и Сибир. По-рядко се среща и в останалите части на Европа и части на Северна и Южна Азия (без Китай), както и локално в южната част на Великобритания и Полша.

## Хранене
Възрастните бръмбари се хранят предимно с листа от ясен, люляк, орлови нокти и върба, като понякога се срещат на слива, роза и бряст.